# Sand Islet (Nukufetau)
Sand Islet ist eine winzige Riffinsel im Riffsaum des Atolls Nukufetau im Inselstaat Tuvalu.

## Geographie
Sand Islet liegt unmittelbar südlich des Teafua Pass (Te Ava Lasi) im Westen des Atolls. Die Insel ist, wie der Name schon sagt, eine reine Sandinsel ohne Bewuchs. Von dort zieht sich die Riffkrone mit ihren Untiefen nach Süden zur Südwestspitze des Atolls bei Fale.